# Serica ensenada
Serica ensenada är en skalbaggsart som beskrevs av Saylor 1948. Serica ensenada ingår i släktet Serica och familjen Melolonthidae. Inga underarter finns listade i Catalogue of Life.